# أندري بازين
اندريه بازين (بالروسية: Пазин, Андрей Сергеевич)‏ (20 يناير 1986 ببريانسك في روسيا - ) هو لاعب كرة قدم روسي في مركز الوسط. لعب مع لوكوموتيف موسكو ونادي كراسنودار ونادي توسنو وFC Kolomna ‏ وFC Lukhovitsy ‏ ونادي موردوفيا سارانسك وFC Titan Klin ‏ وFC Nosta Novotroitsk ‏.

## روابط خارجية
- اندريه بازين على موقع قاعدة بيانات كرة القدم.إي يو (الإنجليزية)
- اندريه بازين على موقع Soccerway.com (الإنجليزية)
- اندريه بازين على موقع عالم كرة القدم.نت (الإنجليزية)